# Jan Antoni Romańczyk
Jan Antoni Romańczyk, ps. „Łata”, „Łukasz”, „Łukasz Łata” (ur. 1 maja 1924 w Wołominie, zm. 1 czerwca 2010 w Warszawie) – polski wojskowy i inżynier, pułkownik Wojska Polskiego, sierżant podchorąży Armii Krajowej; żołnierz Kedywu, powstaniec warszawski, po wojnie represjonowany, przewodniczący Środowiska Żołnierzy Armii Krajowej Batalionu „Miotła” przy Związku Powstańców Warszawskich. Kawaler Orderu Virtuti Militari.

## Życiorys

### Młodość
Przyszedł na świat w Wołominie jako syn Henryka i Eugenii z domu Piróg.
W 1937 zdał do Gimnazjum im. Tomasza Zana w Pruszkowie. Klasa, do której uczęszczał urządzona była w stylu militarnym, przyozdobiona wstęgą Orderu Wojennego Virtuti Militari. Był wychowywany i kształcony w duchu patriotycznym. Następnie wraz z ojcem mieszkał na warszawskim Ursusie, który opuścili gdy do stolicy zbliżały się wojska niemieckie. W chwili wybuchu II wojny światowej uczęszczał do II klasy gimnazjum, którą kończył już najprawdopodobniej w formie kompletów. Podczas nalotów na miasto mieszkał u swojego stryja przy ul. Nowogrodzkiej. Pracował w zakładzie odlewniczym w Ursusie, gdzie brał udział w działaniach sabotażowych, np. wrzucał bomby zapalające do pieca elektrycznego, co powodowało jego przepalanie i wstrzymywanie pracy.
1 października 1939 po ogłoszeniu kapitulacji opuścił Warszawę, maszerując m.in. przez ulicę Wolską. Podczas drogi został uderzony przez przypadkowo spotkanego niemieckiego żołnierza i już wtedy poprzysiągł zemstę na okupancie. Jak wspominał, tłumił w sobie chęć oporu i walki, czerpiąc informacje o sytuacji w kraju, m.in. z konspiracyjnego pisma ''Polska Żyje''.

### Konspiracja
W czerwcu 1941 wstąpił w szeregi Związku Walki Zbrojnej i rozpoczął szkolenie bojowe. W konspiracji występował pod nazwiskiem Bolesław Korzycki. Na przełomie 1941 i 1942 został wcielony do działań w dywersji, do oddziału sabotażowego. Był żołnierzem Zespołu Patroli Dywersyjnych „Tadeusza Hawelana” – Kazimierza Jackowskiego z Ursusa, z Oddziału Dyspozycyjnego „Anatol” – „Lilpop” w Kedywie Komendy Głównej Armii Krajowej. Z dniem 1 stycznia 1942 wraz z 4 innymi żołnierzami włączony w skład Wielkiej Dywersji, do której zadań należało wysadzanie mostów, pociągów, odbijanie więźniów, rozbijanie posterunków niemieckich czy wykonywanie wyroków śmierci. W tym czasie do jego zadań należało dokonywanie aktów sabotażu w fabryce, podpalanie magazynów niemieckich z materiałami łatwopalnymi i benzyną, niszczenie samochodów w jednostkach wojskowych, podkładanie bomb zapalających w kolejowych transportach wojskowych zmierzających na wschód oraz likwidacja konfidentów Gestapo. Jako dowódca ubezpieczenia brał m.in. udział w ataku na lokal niemieckiej firmy Textil Central (tzw. Deutsche Textilwaren), przy ul. Świętokrzyskiej 30, w wyniku której łupem konspiratorów padły ogromne ilości ciepłych ubrań, bardzo przydatnych dla oddziałów partyzanckich operujących w terenie.
Jan Antoni Romańczyk ''Łata'' działał w oddziale „Anatol”, a następnie „Miotła”. W 1944 jego oddział otrzymał rozkaz przeprowadzenia wywiadu na temat pracy linii kolejowej w celu zakłócenia porządku w dostawach wojennych na front wschodni. Wzdłuż linii kolejowej Warszawa-Pruszków rozlokowanych było kilka grup bojowych wchodzących w skład Kedywu. Grupa opracowała dwa warianty przeprowadzenia ataku. Jeden z wariantów obejmował zaatakowanie mostu pod Rawką, natomiast drugi pod Jaktorowem. Ostatecznie dowództwo zatwierdziło drugi wariant i w pierwszym dniach kwietnia 1944, szef ''Miotły'', kpt. Franciszek Mazurkiewicz wydał rozkaz akcji pod Jaktorowem. Akcja zakończyła się osiągnięciem celu, którym było wysadzenie pociągu wiozącego zaopatrzenie bojowe dla armii niemieckiej na wschodzie. ''Łata'' pełnił rolę dowódcy jednego z ubezpieczeń. Kolejnym zadaniem jakie otrzymał ''Łata'' było wykonanie wyroku śmierci na skazanym przez sąd podziemny, konfidencie Gestapo, Zbigniewie Kotarskim, w czerwcu 1944.

### Powstanie warszawskie

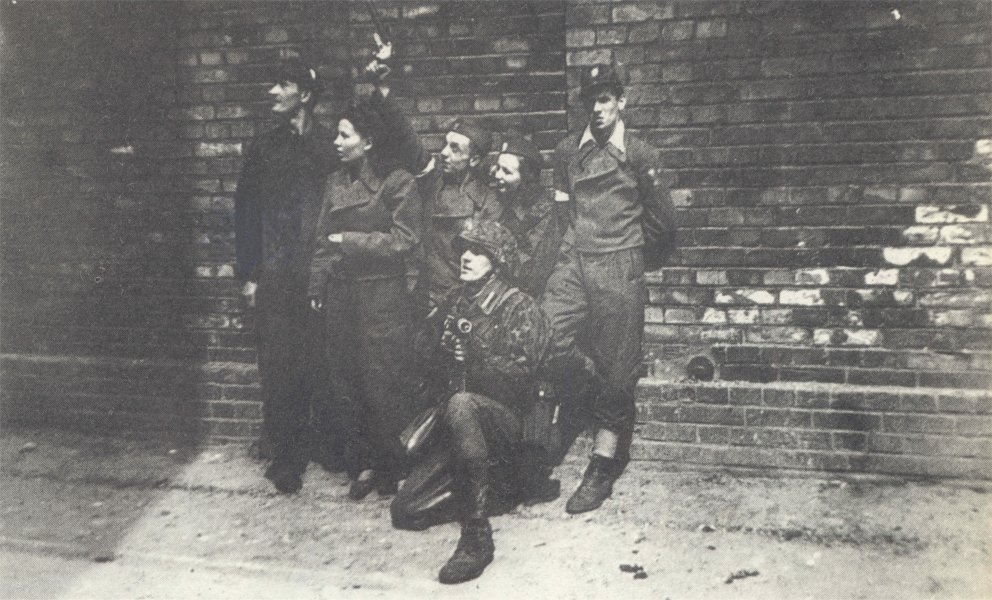
Stoją od lewej, Marian Ławacz ps. „Marek”, Krystyna Trzaska ps. „Krysia”, Zenon Jackowski ps. „Adaś”, Danuta Aniszewska ps. „Danka”, Zbigniew Wojterkowski ps. „Sowa”, klęczy Jan Romańczyk ps. „Łata”. Zdjęcie zrobione w pierwszych dniach sierpnia 1944, pod murem cmentarza, na ul. Okopowej

31 lipca 1944 otrzymał polecenie stawienia się nazajutrz w punkcie zbornym na Nowym Świecie, tuż przy Alejach Jerozolimskich, nieopodal ulicy Smolnej.
Powstanie warszawskie zaczął na Woli, gdzie brał udział w licznych walkach z wrogiem. Walczył w plutonie „Torpedy” w batalionie AK „Miotła”, w Zgrupowaniu „Radosław”. Był dwukrotnie ranny. Przeszedł szlak bojowy: Wola – Stare Miasto – kanały – Śródmieście Północ – Śródmieście Południe – Górny Czerniaków.
11 sierpnia szedł w szpicy podczas natarcia batalionu Miotła na Stawki, mającego na celu przebicie Zgrupowania Radosław z Woli na Stare Miasto. 31 sierpnia uczestniczył w desancie kanałowym na Plac Bankowy, gdzie został ranny w szyję. Po opatrzeniu przeszedł kanałami do Śródmieścia. Następnie szlak bojowy „Łaty” przebiegał przez Śródmieście, gdzie bronił na ulicy Książęcej tzw. willi Pniewskiego i Czerniaków. 17 sierpnia przedstawiony do awansu na stopień plutonowego, na wniosek dowódcy batalionu „Czata 49" mjr. Tadeusza Runge ps. Witold. Rozkazem nr 412 Naczelnego Wodza, Tadeusza ''Bora'' Komorowskiego, z dnia 9 września 1944 został odznaczony Krzyżem Virtuti Militari V klasy. W uzasadnieniu napisano, że ''Łata'' wyróżnił się męstwem w wypadach nocnych na Stawki i Fort Traugutta, jak również w obronie szpitala Jana Bożego, Sapieżyńskiej i w wypadzie na plac Bankowy. 12 września został ranny odłamkami granatu w klatkę piersiową i dzień później przetransportowano go do szpitala na Czerniakowskiej, który tego samego dnia został zbombardowany. 13 września, po zajęciu szpitala przez Niemców, dostał się do kościoła Karmelitów na Krakowskim Przedmieściu. 23 września ranny, z pomocą kolegi Olka Ryczywolskiego, dotarł do domu.
Koniec powstania zastał go w Ursusie. W styczniu 1945 wraz z ocalałymi kolegami z „Miotły” brał udział w rozminowywaniu fabryki „Ursus”. Do 17 września 1945 pozostawał w konspiracji. Wojnę zakończył w stopniu sierżanta podchorążego. Dwukrotnie odznaczony został Krzyżem Walecznych.

### Czasy powojenne
10 sierpnia 1949 jako student Akademii Górniczo-Hutniczej został aresztowany w Krakowie przez funkcjonariuszy Urzędu Bezpieczeństwa i 13 sierpnia przewieziony do gmachu Ministerstwa Bezpieczeństwa Publicznego przy Koszykowej w Warszawie. 29 sierpnia 1949 władze komunistyczne skazały go na karę śmierci, dożywotnie więzienie, piętnaście lat więzienia i przepadek mienia. Na mocy amnestii, karę śmierci zamieniono na karę piętnastu lat więzienia i wymierzono karę łączną dożywotniego więzienia. W styczniu 1951 został przeniesiony do zakładu karnego we Wronkach. Karę odbywał również przy Rakowieckiej w X pawilonie, oraz w zakładzie karnym w Rawiczu. W 1953 został przewieziony do Warszawy jako świadek w procesie Jana Mazurkiewicza ps. ''Radosław''.
14 grudnia 1954 po 6 latach więzienia odzyskał wolność. W 1957 zwolniony i zrehabilitowany. 9 kwietnia 1959 wyrokiem Sądu Najwyższego został oczyszczony z winy, ale mimo tego nadal był inwigilowany przez władze komunistyczne.
Był wieloletnim pracownikiem, a następnie także prezesem honorowym Zakładów Przemysłu Ciągnikowego „Ursus”. Był wieloletnim pracownikiem, a także założycielem struktur NSZZ ''Solidarność'' w przedsiębiorstwie PPiWO „Prodlew”.

### Działalność kombatancka
Jan Antoni Romańczyk pełnił funkcję przewodniczącego Środowiska Żołnierzy Batalionu AK „Miotła” przy Związku Powstańców Warszawskich.
Przez władze III Rzeczypospolitej, jako kombatant został awansowany do stopnia kapitana, podpułkownika, a następnie pułkownika Wojska Polskiego w stanie spoczynku, a także odznaczony najwyższymi odznaczeniami państwowymi.
Zmarł 1 czerwca 2010 w Warszawie, w wieku 86 lat. 8 czerwca 2010, po mszy świętej w kościele pw. św. Klemensa został pochowany na cmentarzu wojskowym na Powązkach.

## Odznaczenia
- Srebrny Krzyż Orderu Wojennego Virtuti Militari
- Krzyż Walecznych (dwukrotnie)
- Krzyż Oficerski Orderu Odrodzenia Polski
- Złoty Krzyż Zasługi
- Srebrny Krzyż Zasługi
- Krzyż Armii Krajowej
- Krzyż Partyzancki
- Warszawski Krzyż Powstańczy
- Medal Wojska (trzykrotnie)
- Odznaka Zasłużony dla Warszawy